# Ulrike Picker
Ulrike Picker (* 17. Mai 1971 in Bonn) ist eine deutsche Juristin. Sie ist seit dem 2. September 2019 Richterin am Bundesgerichtshof.

## Leben und Wirken
Picker war nach Abschluss ihrer juristischen Ausbildung zunächst als wissenschaftliche Mitarbeiterin an einem zivilrechtlichen Lehrstuhl und anschließend mehrere Jahre als Rechtsanwältin in einer Internationalen Rechtsanwaltsgesellschaft tätig. 2004 trat sie in den Justizdienst des Landes Berlin ein und kam bei der Staatsanwaltschaft Berlin, dem Landgericht Berlin und dem Amtsgericht Charlottenburg zum Einsatz. 2008 erfolgte ihre Ernennung zur Richterin am Landgericht Berlin. 2009 bis 2011 war sie an den Verfassungsgerichtshof des Landes Berlin, bis 2014 als wissenschaftliche Mitarbeiterin an den Bundesgerichtshof und anschließend bis 2015 an das Kammergericht Berlin abgeordnet. 2017 wurde sie zur Vorsitzenden Richterin am Landgericht befördert. 2018 erfolgte ihre Versetzung an das Kammergericht Berlin. Picker hat über ein schadensersatzrechtliches Thema promoviert. Picker ist dem Kartellsenat sowie dem  XIII. Zivilsenat des Bundesgerichtshofs zugewiesen.

## Publikationen
- Die Naturalrestitution durch den Geschädigten, Dissertation, Tübingen: Mohr Siebeck, 2003. OCLC 52216925
- Die Ersatzbeschaffung nach der Neufassung des § 249 BGB, Festschrift für Ulrich Huber zum siebzigsten Geburtstag, Tübingen: Mohr Siebeck, 2006. OCLC 915714202